# Liste des stations de radio en Guinée
Cet article présente la liste des radios en Guinée.

## Couverture des zones de la basse Guinée et de la moyenne Guinée
En basse et moyenne Guinée, sur un total de 85 stations, 15 sont des stations de radio nationale, 25 des stations de radio rurale, 5 des stations de radios étrangères et 40 des stations de radios privées.

### Couverture de la zone spéciale de Conakry
La capital guinéenne compte 30 stations de radios privées, 1 station relais de radio étrangère et 2 stations de radio nationale. Dans la zone spéciale de Conakry, Koloma est la zone qui abrite plus de stations FM (11 stations).

## Couverture de la zone de la haute Guinée
La haute guinée est la région qui se trouve au Nord-Est de la guinée et compte 8 stations de radios privées, 1 station de radio étrangère, 8 stations de radio nationale et 12 stations de radio rurale. Soit un total de 29 stations FM.

## Couverture de la zone de la Guinée forestière
Au Sud Est de la Guinée, se trouve la Guinée forestière. À ce jour[Quand ?], la région est couverte par 6 stations de radio rurale, 7 stations de radio nationale, 1 station de radio étrangère et 3 stations de radios privées. Soit un total de 17 stations FM.

## Radios nationales

### Radios publiques
- Radio Télévision guinéenne - abrégé en RTG- est l'organisme public de radiodiffusion national de la Guinée:
  - Radio Rurale de Mali

### Radios privée
| N° | Region            | Prefecture / Commune | Nom de la Radios         | Frequence          | Promoteur                                | Statut        |
| 1  | Region de Conakry | Kaloum               | Liberté fm               | 101.7 Mhz          | Aïssatou Bella Diallo                    | Commerciale   |
| 2  | Region de Conakry | Kaloum               | Nostalgie fm             | 98.3 Mhz           | Souhel Hajar                             | Commerciale   |
| 3  | Region de Conakry | Kaloum               | 7/7 fm                   | 104.5 Mhz          | Mamady Alex Diallo/Kaba Baro Conde       | Commerciale   |
| 4  | Region de Conakry | Kaloum               | Cherie fm                | 104.1 Mhz          | Chantal Colle                            | Commerciale   |
| 5  | Region de Conakry | Kaloum               | La voix du parlementaire | 107.5 et 103.8 Mhz | Assemblée Nationale                      | Communautaire |
| 6  | Region de Conakry | Dixinn               | Continetal fm            | 98.8 Mhz           | El hadj Mamadou Sylla                    | Commerciale   |
| 7  | Region de Conakry | Matam                | Global Stéréo fm         | 106.9 Mhz          | Barry Mamadou Saïtiou                    | Commerciale   |
| 8  | Region de Conakry | Matam                | Fotten Gollen fm         | 102.9 Mhz          | Th Abduramane Bah                        | Communautaire |
| 9  | Region de Conakry | Matam                | Horizon fm               | 103.4 Mhz          | Boubacar Yacine Diallo                   | Communautaire |
| 10 | Region de Conakry | Matoto               | Gangan fm                | 101.1 Mhz          | Camara Aboubacar                         | Commerciale   |
| 11 | Region de Conakry | Matoto               | Espace FM                | 99.6 Mhz           | Lamine Guirassy                          | Commerciale   |
| 12 | Region de Conakry | Matoto               | Sweet FM                 | 99.1 Mhz           | Lamine Guirassy                          | Commerciale   |
| 13 | Region de Conakry | Matoto               | Kalac FM                 | 104.9 Mhz          | Lamine Guirassy                          | Commerciale   |
| 14 | Region de Conakry | Matoto               | Voix de la paix          | 100.8 Mhz          | Sosthéne Loua                            | Commerciale   |
| 15 | Region de Conakry | Matoto               | Mercure fm               | 88.9 Mhz           | Zakaria Camara                           | Commerciale   |
| 16 | Region de Conakry | Matoto               | Tamata Fm                | 92.6 Mhz           | Morlaye Youla                            | Commerciale   |
| 17 | Region de Conakry | Matoto               | City FM                  | 88.1 Mhz           | Mamadou Sanoh                            | Commerciale   |
| 18 | Region de Conakry | Matoto               | Djigui FM                | 105.7 Mhz          | Elhadj Mamadou Diawara                   | Commerciale   |
| 19 | Region de Conakry | Matoto               | Nako FM                  | 90.3 Mhz           | Mohamed Kaba Bamba                       | Commerciale   |
| 20 | Region de Conakry | Matoto               | Soleil FM                | 93.5 Mhz           | Morlaye Kabassan Keita                   | Commerciale   |
| 21 | Region de Conakry | Matoto               | Lynx FM                  | 91.1 Mhz           | Diallo Souleymane                        | Commerciale   |
| 22 | Region de Conakry | Matoto               | Evasion FM               | 90.7 Mhz           | Moussa Traoré                            | Commerciale   |
| 23 | Region de Conakry | Matoto               | Sabari FM                | 97.3 Mhz           | Sanou Kerfalla Cissé                     | Commerciale   |
| 24 | Region de Conakry | Ratoma               | Love fm                  | 94.5 Mhz           | Sanou Kerfalla Cissé                     | Commerciale   |
| 25 | Region de Conakry | Ratoma               | Planete fm               | 106.3 Mhz          | Nene Hawa Baldé                          | Commerciale   |
| 26 | Region de Conakry | Ratoma               | CIS Radio fm             | 106.0 Mhz          | Antonio Souaré                           | Commerciale   |
| 27 | Region de Conakry | Ratoma               | Familia FM               | 105.3 Mhz          | Kaleb Tiguidanké Keita                   | Communautaire |
| 28 | Region de Conakry | Ratoma               | Renaissance FM           | 95.9 Mhz           | AFEG (ONG)                               | Communautaire |
| 29 | Region de Conakry | Ratoma               | Atlantic FM              | 96.5 Mhz           | CECIDE (ONG)                             | Communautaire |
| 30 | Region de Conakry | Ratoma               | Bonheur FM               | 101.4 Mhz          | Mamadou Hafiz Sow                        | Communautaire |
| 31 | Region de Conakry | Ratoma               | DjomaFM                  | 93.1 Mhz           | Sylla Bill Gatte                         | Commerciale   |
| 32 | Region de Conakry | Ratoma               | Fim FM                   | 95.3 Mhz           | Antonio Souaré                           | Commerciale   |
| 33 | Region de Conakry | Ratoma               | Djoliba FM               | 95.7 Mhz           |                                          | Commerciale   |
| 34 | Kindia            | kindia               | Radio Kaniah Zik         | 107.0 Mhz          | ONG Bouyan Bouyan                        | Communautaire |
| 35 | Kindia            | kindia               | Sabou Fm                 | 97.7 Mhz           | Ass. communicateurs traditionnels        | Communautaire |
| 36 | Kindia            | Coyah                | Bambou fm                | 89.3 Mhz           | ONG CONAG/DCF                            | Communautaire |
| 37 | Kindia            | Dubréka              | la voix de l'Afrique     | 97.8 Mhz           | Aboubacar Camara                         | Communautaire |
| 38 | Boké              | Boké                 | Radio CBG Kamsar         |                    |                                          | Communautaire |
| 39 | Boké              | Boké                 | Espace fm                | 99.6 Mhz           | Lamine Guirassy                          | Commerciale   |
| 40 | Boké              | Boké                 | 7/7 fm (relais)          | 97.4 Mhz           | Mamady Alex Diallo                       | Commerciale   |
| 41 | Boké              | Fria                 | la voix de Fria fm       | 92.5 Mhz           | Ciré                                     | Commerciale   |
| 42 | Boké              | Gaoual               | Radio fm de Koumbia      | 98.1 et 90.3 Mhz   | ALPC                                     | Communautaire |
| 43 | Boké              | Gaoual               | Kamoula fm               | 89.0 Mhz           | Elh. Nfamady DIABY                       | Communautaire |
| 44 | Mamou             | Mamou                | Radio GPP fm             | 97.2 Mhz           | Bah Fatoumata                            | Commerciale   |
| 45 | Mamou             | Mamou                | Radio bolivard fm        | 99.4 Mhz           |                                          | Commerciale   |
| 46 | Mamou             | Mamou                | Espace Fouta             | 99.7 Mhz           | Lamine Guirassy                          | Commerciale   |
| 47 | Labé              | Labé                 | Radio GPP fm             | 97.2 Mhz           | Bah Fatoumata Samoura                    | Commerciale   |
| 48 | Labé              | Labé                 | BTA FM                   | 96.5 Mhz           | Bah Thierno Amadou                       | Commerciale   |
| 49 | Faranah           | Kissidougou          | Niandan FM               | 94.1 MHz           | Mohamed Thermite Mara, directeur général | Commerciale   |
| 50 | Faranah           | Faranah              | Bambou FM                | 97.9 MHz           | Goulou Touré                             | Communautaire |
| 51 | Kankan            | Kouroussa            | Djoliba FM               | 95.6 MHz           | Sory Doumbouya                           | Communautaire |
| 52 | Kankan            | Mandiana             | Milo FM Morodou          | 99.5 MHz           | Aladji Touré                             | Communautaire |
| 53 | Kankan            | Mandiana             | Milo FM kignaran         | 99.5 MHz           | Somah Koulibaly                          | Communautaire |
| 54 | Kankan            | Mandiana             | Futur Media FM           | 100.6 MHz          | Noumory Diakité                          | Commerciale   |
| 55 | Kankan            | Kerouané             | Djoliba FM               | 95.6 MHz           | Sory Doumbouya                           | Communautaire |
| 56 | Kankan            | Kankan               | Nabaya FM                | 92.4 MHz           | Lancinet Lass Kaba                       | Communautaire |
| 57 | Kankan            | Kankan               | Espace FM                | 99.0 MHz           | Lamine Guirassy                          | Communautaire |
| 58 | Kankan            | Kankan               | Horizon FM               | 103.4 MHz          | Boubacar Yacine Diallo                   | Communautaire |
| 59 | Kankan            | Kankan               | Bate FM                  | 103.0 MHz          | Sidibé Mandiouf Mauro                    | Communautaire |
| 60 | Kankan            | Kankan               | Baobab FM                | 99.7 MHz           |                                          | Commerciale   |
| 61 | Kankan            | Kankan               | Futur Media FM           | 100.6 MHz          | Soryba Kaba                              | Commerciale   |
| 62 | Kankan            | Kankan               | Milo FM                  | 99.5 MHz           | Aladji Touré                             | Communautaire |
| 63 | Kankan            | Siguiri              | Baobab FM                | 98.7 MHz           | Dabo Taliby                              | Commerciale   |
| 64 | Kankan            | Siguiri              | Futur Media FM           | 106.6 MHz          | Soryba Kaba                              | Commerciale   |
| 65 | Kankan            | Siguiri              | Djoliba FM               | 95.6 MHz           | Sory Doumbouya                           | Communautaire |
| 66 | Kankan            | Siguiri              | Milo FM Siguiri koro1    | 99.5 MHz           | Laye Touré                               | Communautaire |
| 67 | Kankan            | Siguiri              | Milo FM Norassoba        | 99.5 MHz           | Laye Touré                               | Communautaire |
| 68 | Kankan            | Siguiri              | Milo FM                  | 99.5 MHz           |                                          | Communautaire |
| 69 | Kankan            | Siguiri              | BTA FM Nimba             | 103.8 MHz          | Amadou Ibrahima D. Diallo                | Commerciale   |
| 70 | N'zérékoré        | N'zérékoré           | Pacifique FM             | 96.6 MHz           | Désiré Julien Haba                       | Commerciale   |
| 71 | N'zérékoré        | N'zérékoré           | Liberté Zaly FM          | 101.7 MHz          | Alpha Saliou Diallo                      | Commerciale   |
| 72 | N'zérékoré        | Lola                 | Radio Mano River FM      | 98.7 MHz           | Guilaola Touré                           | Communautaire |
| 73 | N'zérékoré        | Beyla                | Milo FM Bronkedou        | 99.5 MHz           | Mohamed Diallo                           | Communautaire |

## Télé privée
| N° | Region  | Prefecture / Commune | Nom de la Televisions | Frequence | Promoteur              | Statut      |
| 1  | Conakry | Kaloum               | TATV                  |           | Chantal Colle          | Commerciale |
| 2  | Conakry | Dixinn               | Diversity TV          |           | Jean Claude Sultan     | Commerciale |
| 3  | Conakry | Matoto               | Espace TV             |           | Lamine Guirassy        | Commerciale |
| 4  | Conakry | Matoto               | Gangan TV             |           | Aboubacar Camara       | Commerciale |
| 5  | Conakry | Ratoma               | Evasion TV            |           | Moussa Traoré          | Commerciale |
| 6  | Conakry | Ratoma               | CIS TV                |           | Antonio Souaré         | Commerciale |
| 7  | Conakry | Ratoma               | West Africa TV        |           | Bakayoko Abdourrahmane | Commerciale |
|    | Conakry | Ratoma               | Djoma TV              |           | Ibrahima khalil Oularé | Commerciale |
| 8  | Conakry | Ratoma               | IBM Soul TV           |           | Elhadj Ibrahima Diaby  | Commerciale |
| 9  | Kankan  | Kankan               | Fasso TV              |           | Taliby Dabo            | Commerciale |
| 10 | Kankan  | Kankan               | Milo TV               |           | Aladji Toure           | Commerciale |
| 11 | Kankan  | Siguiri              | Fasso TV              |           | Taliby Dabo            | Commerciale |

## Radios en lignes
- Madaliou Radio à Kindia[2]
- Radio Guinée[3]

## Listes des radios
| Radio                         | OC,kHz | Émetteur                                 |
| ----------------------------- | ------ | ---------------------------------------- |
| RTG Radio nationale guinéenne | 9650   | Sonfonia                                 |
| Radio                         | FM,kHz | Émetteur                                 |
| 7/7 FM                        | 104.5  | Conakry                                  |
| 7/7 FM Relai                  | 104.5  | Faranah                                  |
| 7/7 FM Relai                  | 104.5  | Kankan                                   |
| 7/7 FM Relai                  | 104.5  | Mamou                                    |
| 7/7 FM Relai                  | 104.5  | Nzérékoré                                |
| 7/7 FM Relai                  | 104.5  | Labé                                     |
| 7/7 FM Relai                  | 97.4   | Boké                                     |
| ADO FM                        | 96.9   | Kipé sur la T2 Conakry                   |
| Atlantic FM                   | 96.50  | Kaporo                                   |
| BBC Afrique                   | 93.90  | Koloma, RTG                              |
| Bolivar FM                    | 99.40  | Mamou                                    |
| Bonheur FM                    | 101.40 | Ratoma, Lambanyi                         |
| Chérie FM Guinée              | 104.1  | Conakry                                  |
| CIS FM                        | 106.00 | Ratoma, Lambanyi                         |
| City FM                       | 88.1   | Conakry                                  |
| Continental FM                | 98.80  | Conakry                                  |
| FIM FM                        | 95.30  | Nongo                                    |
| DJIGUI FM                     | 105.7  | Conakry nasouroulaye                     |
| Djoliba FM                    | 95.60  | Kaloum, Sandervalia                      |
| Djoma fm                      | 92.9   | Conakry                                  |
| Espace FM                     | 99.70  | Conakry                                  |
| ESPACE Labé                   | 99.70  | Labé                                     |
| ESPACE Kakandé                | 99.70  | Boké                                     |
| ESPACE Kankan                 | 99.00  | Kankan                                   |
| Sabari FM Kindia              | 97.30  | Kindia                                   |
| Evasion Guinée                | 90.7   | Conakry                                  |
| Fraternité FM                 | 94.90  | Mamou                                    |
| Familia FM                    | 105.30 | Ratoma, Cosa Camp Carrefour              |
| Fotten Gollen FM              | 102.90 | Matam, Touguiwondi                       |
| FUTUR-MEDIA FM                | 106.6  | Kankan                                   |
| GanGan FM                     | 101.10 | Matoto, Tannerie                         |
| GLOBAL STEREO                 | 106,9  | Conakry                                  |
| GPP                           | 97.2   | LABE                                     |
| Horizon FM                    | 103.40 | Matam, Lanséboudji                       |
| Kania Zik FM                  | 107.0  | Kindia                                   |
| Komodor Fm                    | 107.3  | Kindia                                   |
| Koffi FM                      | 102.20 | Conakry                                  |
| LA VOIX DE FRIA FM            | 92.50  | FRIA                                     |
| La Voix de la Paix            | 100.8  | Conakry                                  |
| Liberté FM                    | 101.70 | Almamya, Immeuble Zaidan                 |
| LIBERTE FM                    | 101.7  | Nzérékoré                                |
| Love FM                       | 94.5   | Conakry                                  |
| Lynx FM                       | 91.00  | Conakry                                  |
| MERCURE FM                    | 88.90  | Université Mercure International Conakry |
| NAKO FM                       | 90.30  | Ratoma, Route Le Prince                  |
| NIANDAN FM                    | 94.1   | Kissidougou                              |
| NOSTALGIE FM                  | 98.20  | Kaloum, Téminétaye                       |
| PACIFIC FM                    | 96.6   | Nzérékoré                                |
| Planète FM                    | 106.3  | Conakry                                  |
| Radio Vatican                 |        |                                          |
| RCK Fm                        | 96.1   | Kamsar                                   |
| Renaissance FM                | 95.90  | Route Le Prince, Marché Koloma           |
| RFI Afrique                   | 89.90  | Koloma, RTG                              |
| RTG Radio Kaloum Stéréo       | 94.90  | Kaloum, Boulbinet                        |
| Sabari FM                     | 97.30  | Ratoma, Carrefour Cosa - Nongo           |
| Sabou Fm                      | 96.6   | Kindia                                   |
| Soleil FM                     | 93.50  | Conakry                                  |
| Sweet FM                      | 99.40  | Conakry                                  |
| Tamata FM                     | 92.60  | Conakry                                  |
| Fim FM                        | 95.3   | Conakry                                  |